# Callochromis pleurospilus
Callochromis pleurospilus és una espècie de peix de la família dels cíclids i de l'ordre dels perciformes.

## Morfologia
- Els mascles poden assolir 10 cm de longitud total.
- Nombre de vèrtebres: 30-32.[1][2]

## Alimentació
Menja invertebrats.

## Hàbitat
És una espècie de clima tropical entre 23 °C-28 °C de temperatura.

## Distribució geogràfica
Es troba a Àfrica: llac Tanganyika.

## Costums
Acostuma a enterrar-se en la sorra del fons per defugir els depredadors.